# Schmiddis (Haslach)
Die Schmiddis ist der etwa 7 km lange rechte Oberlauf der im Hochwasserrückhaltebecken Rappenbach aus ihr und dem linken Rappenbach zusammenfließenden Haslach, die über die Rot insgesamt etwa nordwärts zur Donau entwässert.

## Verlauf
Die Schmiddis entspringt unbeständig südwestlich des Weilers Baniswald in der Gemeinde Aitrach im Landkreis Ravensburg im östlichen Teil des Waldes Roter Grund. Sie fließt anfangs ostnordöstlich und biegt dann in einem weiten Linksbogen auf Nordlauf, wobei sie nach einer Waldlücke zumeist den Treherzer Wald durchläuft. Kurz nach dem kleinen Dorf Treherz, das links über der noch bewaldeten Talmulde liegt, hier hat der Abschnitt mit nun beständigem Durchflusses eben begonnen, verlässt sie den Wald ganz und zieht am Weiler Schmiddis auf dem rechten Hang vorbei. Sie fließt in die lange südsüdwestliche Bucht des Hochwasserrückhaltebecken Rappenbach ein und vereint sich im breiteren Beckenteil mit dem durch die südwestliche Bucht eingeflossenen, etwas kürzeren Rappenbach, den sie mit ihrem Teileinzugsgebiet noch deutlicher übertrifft, zur Haslach.
Drei größere Straßen überqueren die Schmiddis, die Kreisstraße K 7924 im Treherzer Wald, die Landesstraße L 314 von Aitrach im Osten nach Treherz kurz vor dem Waldende und eine weitere vom Weiler Schmiddis nordwestwärts verlaufende vor dem Einfluss in das Hochwasserrückhaltebecken Rappenbach.